# Estimated time of arrival
Estimated time of arrival (ETA) betekent letterlijk geschatte tijd van aankomst. Analoog hieraan wordt de term ETD of estimated time of departure gebruikt. Dat betekent zoveel als: een persoon of een voertuig wordt op het aangegeven tijdstip op de aangegeven plek verwacht.
Dit is al lang in gebruik bij luchtvaart, scheepvaart en het leger. Steeds meer vindt dit ook toepassing bij openbaar vervoer en wordt getoond over hoeveel minuten een trein of bus bij de halte of op het station wordt verwacht.
De term ETA wordt ook regelmatig gebruikt in computersystemen om bijvoorbeeld op basis van downloadsnelheid te bepalen op welk tijdstip data in een computernetwerk geschat wordt compleet binnen te zijn. Ook hier heeft het de betekenis geschatte tijd van aankomst, al hoeft zich dit niet te beperken tot het binnenkomen van data; in principe kan voor elk proces de term ETA worden gebruikt.